# The Life and Times of Rosie the Riveter
The Life and Times of Rosie the Riveter is een Amerikaanse documentaire uit 1980 geregisseerd door Connie Field. De film werd in 1996 toegevoegd aan de National Film Registry.

## Verhaal
De film gaat over hoe vrouwen in de Verenigde Staten tijdens de Tweede Wereldoorlog zware arbeidstaken moesten verrichten, omdat de meeste mannen in het leger zaten en er een duidelijk arbeidstekort was. Het beeld dat hierbij vaak wordt gegeven is dat van Rosie the Riveter, een voorbeeld van een vrouw die in de bouw werkt. Ook wordt er in de film gekeken naar wat er voor de vrouw veranderde na de oorlog en welke positie het de werkende vrouw in de maatschappij heeft gegeven.